# Birgit Erz
Birgit Erz (* 15. Januar 1979 in Heilbronn) ist eine deutsche Geigerin und Pianistin.

## Leben
Erz hatte den ersten Klavier-, Geigen- und Blockflötenunterricht im Alter von fünf Jahren. Neunjährig debütierte sie mit Antonio Vivaldis Violinkonzert in a-Moll im Süddeutschen Rundfunk. Elfjährig wurde sie zu einer USA-Tournee eingeladen, und zwölfjährig hatte sie Violinunterricht bei Petru Munteanu. Nach dem Besuch des Hohenstaufen-Gymnasiums in Bad Wimpfen und des Mönchsee-Gymnasiums in Heilbronn studierte sie Geige bei Valery Gradow, Roman Nodel und Antje Weithaas. Außerdem besuchte sie Meisterkurse von Roman Totenberg, Ruggiero Ricci, Rainer Kussmaul, Tibor Varga und Ida Haendel.
Schon frühzeitig widmete sich Erz besonders der Kammermusik. Sie war als Pianistin und Cembalistin Mitglied unterschiedlicher Ensembles, trat als Geigerin mit einem Horntrio auf und gehörte einem Streichquartett an. Ihr besonderes Interesse gilt der zeitgenössischen Musik. Beim Mendelssohn-Wettbewerb für Komposition Berlin erhielt sie 2000 den Sonderpreis für die beste Interpretation. Beim Interpretenwettbewerb des Premio Valentino Bucchi di Roma Internazionale für Musik des 20. Jahrhunderts gewann sie 2002 den Zweiten Preis. Konzertreisen führten sie nach Südafrika, Norwegen, Israel und Italien, und sie hatte Auftritte in der Weill Recital Hall der Carnegie Hall in New York, der Liederhalle Stuttgart und beim Kyoto International Music Students Festival.
2006 gründete sie mit der Pianistin Karla Haltenwanger und der Cellistin Ilona Kindt das Boulanger Trio, das sich neben dem klassischen und romantischen Repertoire besonders der zeitgenössischen Musik widmet und mit Komponisten wie Beat Furrer, Wolfgang Rihm, Johannes Maria Staud, Friedrich Cerha, Toshio Hosokawa und Matthias Pintscher zusammenarbeitet.